# 末恒駅
末恒駅（すえつねえき）は、鳥取県鳥取市伏野にある西日本旅客鉄道（JR西日本）山陰本線の駅である。
快速列車については、下りのみ停車する（2022年3月現在）。

## 歴史
1923年（大正12年）に白兎海水浴場が開設された際、近くを通る山陰本線には駅がなく、地元住民の要望で1925年（同14年）7月6日に夏季限定の臨時駅として白兎仮停車場が置かれた。この駅の常設化を望む声があったものの夏季しかまとまった利用者がいないことから、約2km東の当地に末恒駅が新設された。
- 1928年（昭和3年）9月11日：鉄道省山陰本線湖山駅 - 宝木駅間に新設（当時は気高郡末恒村大字伏野）[1]。旅客・小手荷物のみ取扱[1]。
- 1943年（昭和18年）
  - 3月4日：同年9月に発生した鳥取地震の先行地震発生。構内で地盤沈下が発生し、留置中の貨車が倒れる等の被害[5]。
  - 9月10日：鳥取地震発生により、プラットホームと軌道が陥没[6]。
- 1947年（昭和22年）9月1日：貨物取扱開始[7]。
- 1962年（昭和37年）10月1日：貨物取扱廃止[8]。
- 1972年（昭和47年）2月10日：荷物扱い廃止[9]、無人駅化[10]。
- 1987年（昭和62年）4月1日：国鉄分割民営化に伴い、西日本旅客鉄道（JR西日本）の駅となる[8]。
- 1993年（平成5年）3月下旬：自動券売機設置、使用開始[11]。
- 2025年（令和7年）3月15日：ICカード「ICOCA」の利用が可能となる[12][13]。

## 駅構造
相対式ホーム2面2線を有する列車交換可能な地上駅。以前は北口に駅舎があった（現在は解体済）ため、北口側が1番線（上り）ホーム、南口側が2番線（下り）ホームとなっている（1線スルー化はされておらず、方向別にホームが分かれている）。
無人駅で、2番線ホーム待合室に自動券売機がある。また、2010年3月には南口側の歩道が整備され、スロープが設置された。2番線ホームの待合室横に男女兼用の汲み取り式便所が設置されている。1・2番線ホームとは跨線橋で行き来可能。

### のりば
| のりば | 路線     | 方向 | 行先           |
| ------ | -------- | ---- | -------------- |
| 1      | 山陰本線 | 上り | 鳥取・浜坂方面 |
| 2      | 山陰本線 | 下り | 倉吉・米子方面 |

## 利用状況
鳥取市統計要覧によると、2020年度の年間乗車人員は15.6万人で、1日平均乗車人員は427人と算出出来る。
近年の乗車人員の推移は以下の通り。
| 年度   | 年間 乗車人員 | 1日平均 乗車人員 |
| ------ | ------------- | ---------------- |
| 2008年 | 20万          | 548              |
| 2009年 | 19万          | 521              |
| 2010年 | 19.9万        | 548              |
| 2011年 | 19.3万        | 519              |
| 2012年 | 19.1万        | 521              |
| 2013年 | 19.5万        | 534              |
| 2014年 | 18.7万        | 512              |
| 2015年 | 18.3万        | 500              |
| 2016年 | 18.3万        | 501              |
| 2017年 | 18.6万        | 510              |
| 2018年 | 18.7万        | 512              |
| 2019年 | 17.8万        | 486              |
| 2020年 | 15.6万        | 427              |

## 駅周辺
南口
- 鳥取銀行末恒出張所
- 鳥取警察署美萩野駐在所
- マルワ末恒店
- エディオン美萩野店
- 鳥取県道190号金沢伏野線
- 美萩野団地

北口
- 鳥取市立末恒小学校
- 末恒郵便局
- 国道9号
- 白兎海岸
- 白兎神社
- 溝川

## 隣の駅
西日本旅客鉄道（JR西日本）
 山陰本線
■快速「とっとりライナー」（上り）
通過
■快速「とっとりライナー」（下り）・■普通
鳥取大学前駅 - 末恒駅 - 宝木駅